# Элексейн, Яков
Я́ков Элексе́йн (псевдоним, настоящее имя —Я́ков Алексее́вич Алексе́ев) (20 декабря 1893, Вонжедур, Себеусадская волость, Царевококшайский уезд, Казанская губерния — 5 января 1965, Вонжедур, Моркинский район, Марийская АССР) — марийский советский писатель, журналист, педагог, член Союза писателей СССР. Один из ярких и самобытных представителей первого поколения марийских писателей. Активист советской власти, участник I мировой и Великой Отечественной войн.

## Биография
Родился в крестьянской семье. С 1913 года учился в Ронгинской 2-классной школе, затем учительствовал в одной из марийских школ Татарии.
С 1916 года — участник I мировой войны. Был пулемётчиком, избирался в полковой комитет. Участвовал в установлении советской власти на своей малой Родине.
После возвращения на родину был селькором газеты «Йошкар кече», затем вёл педагогическую деятельность: сельский учитель, заведующий учебной частью, директор. В 1938 году завершил обучение в Марийском учительском институте.
В годы Великой Отечественной войны служил в роте охраны переведённой в Йошкар-Олу Ленинградской Военно-воздушной академии.
В послевоенное время продолжил педагогическую деятельность: с 1935 по 1940 годы — завуч, директор Кумужъяльской школы.
Умер 5 января 1965 года на родине, похоронен там же.

## Литературная деятельность
Первые литературные произведения создал в 1920-е годы, публиковался в журнале «У илыш». Первый сборник рассказов «Корак» («Ворона») вышел в свет в Москве в 1929 году.
Автор произведений о жизни марийской деревни — повести «Ӧрмöк» («Эрмек») и рассказа «Кавырля».
Автор учебника для школ «Марий грамматика. Морфологий» (совместно с Н. Мухиным, Маркнигоиздат, 1935).
Член Союза писателей СССР с 1957 года.
Долго трудился над исторической повестью-трилогией «Тоймак тукым» («Род Тоймаков»). Третья часть этого произведения была издана уже после смерти писателя в 1967 году.
Активно использовал в своих произведениях образцы устного народного творчества мари (легенды, предания, песни, сказания, пословицы, поговорки), которые сам и же собирал в бытность работы учителем.
Произведения писателя переведены на русский, татарский, чувашский, венгерский и многие другие языки.

## Память
- Именем Я. Элексейна названа улица в его родной деревне Вонжедур ныне Моркинского района Марий Эл[5].
- На здании Кумужъяльской основной школы Моркинского района установлена памятная доска с надписью: «В этой школе работал марийский писатель Яков Элексейн (1935—1940 гг.)»[2].
- В музее Кумужъяльской основной школы Моркинского района писателю посвящён отдельный стенд[2].

## Награды
- Орден Трудового Красного Знамени (1949)[4]
- Медаль «За Победу над Германией в Великой Отечественной войне 1941—1945 гг.»[2]
- Медаль «За доблестный труд в Великой Отечественной войне 1941—1945 гг.»[2]
- Почётная грамота Президиума Верховного Совета РСФСР (1960, 1963)[4]
- Почётная грамота Президиума Верховного Совета Марийской АССР (1958)[4]

## Основные произведения
Ниже приведён список основных произведений писателя на марийском языке и в переводе на русский язык.

### На марийском языке
- Пайдывай кугыза: ойлымаш // У илыш. 1926. № 12. С. 10—11.
- Сеҥыш: ойлымаш // У илыш. 1927. № 3. С. 17—19.
- Корак: ойлымаш [Ворона: рассказ]. М., 1929. 36 с.
- Ӧрмӧк: ойлымаш // У вий. 1932. № 3—4. С. 46—61.
- Кавырлян илышыж гыч: ойлымаш // У вий. 1934. № 2—3. С. 65—74; 1935. № 3. С. 45—48; 1936. № 4. С. 42—50.
- Ойлымаш ден повесть-влак [Рассказы и повести]. Йошкар-Ола, 1955. 176 с.
- Тоймак тукым: повесть [Род Тоймаков]. Йошкар-Ола, 1963. 200 с.
- То же. Йошкар-Ола, 1987. 306 с.
- Ӧрмӧк: повесть, ойлымаш, легенда [Эрмек: повесть, рассказ, легенда]. Йошкар-Ола, 1990. 128 с.

### В переводе на русский язык
- Эрмек: глава из повести / пер. А. Кременского // Сосны шумят. Йошкар-Ола, 1956. С. 97—112.
- Это было в Тоймаксола: повесть и рассказы / пер. А. Кременского. Йошкар-Ола, 1959. 68 с.
- Берестяная коробочка: рассказ / пер. С. Захарова // Солнце над лесами. Йошкар Ола, 1984. С. 134—142.